# Alyson Noël
Alyson Noël (født 3. december 1965 i Orange County i Californien) er en amerikansk forfatter, der har skrevet en række romaner, herunder serien De Udødelige (Immortals) om den udødelige pige Ever og hendes soulmate gennem 400 år, Damen, og deres problemer.
Hun har også skrevet serien om Evers lillesøster Riley Bloom.
Serien indeholder seks bøger, alle oversat til dansk: Evermore, Blå Måne, Skyggeland, Sort Ild, Natstjerne og For evigt og udkom i efteråret 2011.
Bøgerne henvender sig til yngre teenagere og omhandler paranormale emner. Bøgerne i De Udødelige er udgivet i 36 lande og har toppet New York Times' bestsellerliste.